# Olivia Guerry
Pour les articles homonymes, voir Guerry.
Olivia Guerry, née le 19 juin 1971, est une snowboardeuse française. Elle est notamment médaillée de bronze aux Mondiaux de 1999.

## Résultats

### Championnats du monde
- Championnats du monde 1999
  -  Médaille de bronze en snowboardcross

### Coupe du monde
- Meilleur résultat au classement général : 43e en 1999
- Meilleur résultat au classement du snowboardcross : 14e en 1999